# Aurélien Diesse
Aurélien Ulrich Toukam Diesse (ur. 16 października 1997) – francuski judoka, medalista olimpijski z Paryża (2024).
Uczestnik mistrzostw świata w 2018, a także drugi w drużynie. Startował w Pucharze Świata w 2019, 2022 i 2024. Brązowy medalista igrzysk europejskich w drużynie w 2019. Mistrz Europy juniorów w 2017 i trzeci w 2016. Mistrz Francji w 2019 roku.